# Georges Meunier
Georges Meunier (Vierzon, 9 de maig de 1925 – 13 de desembre de 2015) va ser un ciclista francès que fou professional entre 1949 i 1961. Durant aquests anys aconseguí una quinzena de victòries, entre les quals destaquen dues victòries d'etapa al Tour de França, el 1951 i el 1953. També disputà curses de ciclocròs, modalitat en la qual guanyà el campionat francès de 1957 i 1960, així com una medalla de plata als Campionats del món de ciclocròs de 1956 i una de bronze als de 1957.
Era el pare de Jean-Claude Meunier i Alain Meunier i avi de Nicolas Meunier, tots ells ciclistes professionals.

## Palmarès
- 1950
  - 1r del Gran Premi del Desembarcament-Nord
- 1951
  - 1r de la París-Limoges
  - Vencedor d'una etapa al Tour de França
- 1952
  - 1r del Gran Premi de Bonnat
- 1953
  - Vencedor d'una etapa al Tour de França
- 1955
  - Vencedor d'una etapa del Critèrium del Dauphiné Libéré
  - Vencedor d'una etapa a la Volta al Marroc
  - 1r del Premi de St-Amand-Montrond
  - 1r del Premi de Grand-Bourg
- 1956
  - 1r del Premi de Gueret
- 1957
  -  Campió de França de ciclocròs
  - 1r del Gran Premi de Brives
- 1960
  -  Campió de França de ciclocròs

### Resultats al Tour de França
- 1950. 9è de la classificació general
- 1951. 16è de la classificació general i vencedor d'una etapa
- 1952. Abandona (8a etapa)
- 1953. 27è de la classificació general i vencedor d'una etapa
- 1954. 39è de la classificació general